# Ford Edsel

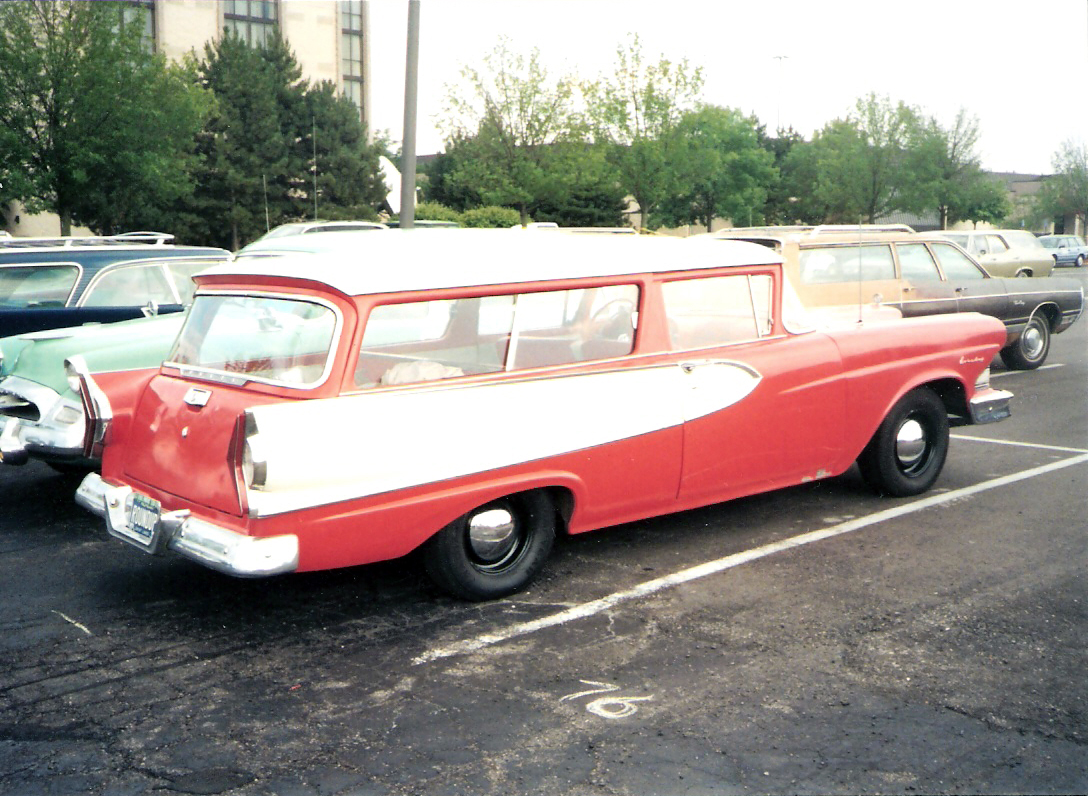
Edsel Modelo Roundup en 1958

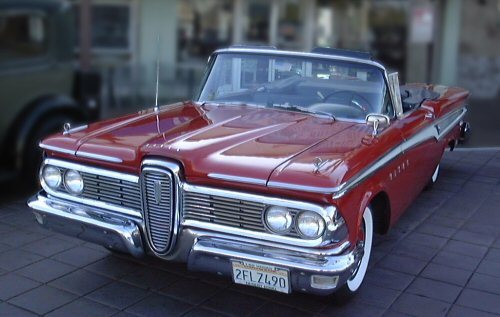
Edsel Modelo Corsair de 1959

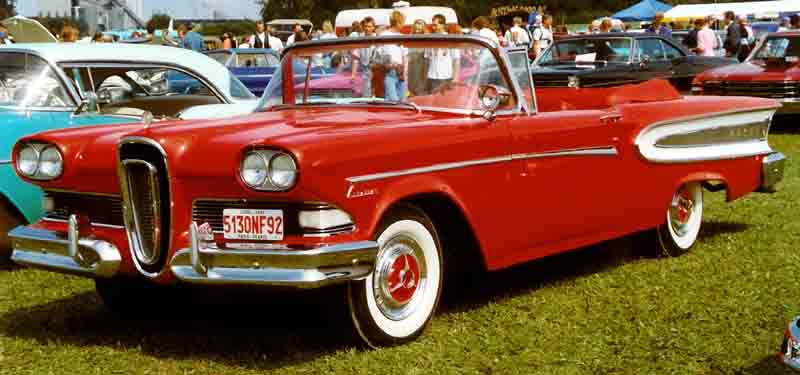
Edsel Convertible de 1958

Edsel fue una marca de automóviles vendida por Ford. Es considerado uno de los mayores fracasos automovilísticos de toda la historia. En sus tres años de existencia, causó unas pérdidas a Ford de doscientos cincuenta millones de dólares. Debe su nombre al hijo de Henry Ford, Edsel Ford. Los Edsels fueron desarrollados en un esfuerzo por darle a Ford una cuarta marca para ganar participación de mercado adicional de Chrysler y General Motors. Establecida como una expansión de la División Lincoln-Mercury a tres marcas, rebautizada como División Mercury-Edsel-Lincoln, Edsel compartía un rango de precios con Mercury. La división compartía sus carrocerías tanto con Mercury como con Ford.
Compitiendo contra Buick, Oldsmobile, Pontiac, Dodge y DeSoto, Edsel fue la primera marca nueva introducida por un fabricante de automóviles estadounidense desde el lanzamiento del Mercury en 1939 y el lanzamiento del Continental en 1956, que terminó y se fusionó con Lincoln después de 1957. En el año previo a su lanzamiento, Ford invirtió en una campaña publicitaria, comercializando Edsels como los autos del futuro. Si bien los Edsel de 1958 introdujeron múltiples características avanzadas para el segmento de precio, el lanzamiento de la línea de modelos se convirtió en un símbolo de fracaso comercial. Introducidos en una recesión que afectó catastróficamente las ventas de automóviles de precio medio, los Edsels fueron considerados sobre valorizados, poco atractivos, se distinguían por una parrilla vertical que se decía que se parecía a un collar de caballo y de baja calidad.
Tras una pérdida de más de 250 millones de dólares (2.570 millones de dólares en 2023), en desarrollo, fabricación y comercialización de la línea de modelos, Ford discontinuó silenciosamente la marca Edsel antes de 1960. Solo permaneció tres años en el mercado automotriz.

## Discontinuación
Ford anunció el fin del programa Edsel el 19 de noviembre de 1959. La producción continuó hasta finales de noviembre, con 2.846 coches del año modelo 1960 producidos. Las ventas totales de Edsel fueron de aproximadamente 116.000, menos de la mitad del punto de equilibrio proyectado por Ford. La empresa perdió 350 millones de dólares, el equivalente a 2.800 millones de dólares en dólares de 2023, en este proyecto. Sólo se fabricaron 118.287 Edsels, incluidos 7.440 producidos en Oakville, Ontario, Canadá. Para los estándares de la industria automotriz estadounidense, estas cifras de producción fueron desalentadoras, especialmente cuando se distribuyen en una serie de tres años modelo.
El 20 de noviembre de 1959, la agencia de noticias United Press International (UPI) informó que los valores contables de los Edsel usados habían disminuido hasta en 400 dólares, según el estado y la antigüedad, inmediatamente después del comunicado de prensa de Ford. En algunos mercados de periódicos, los concesionarios se apresuraron a renegociar los contratos de publicidad en los periódicos relacionados con los modelos Edsel de 1960, mientras que otros eliminaron el nombre de la publicidad de sus concesionarios por completo. Ford emitió un comunicado en el que afirmaba que distribuiría cupones a los clientes que compraron modelos de 1960 y modelos de 1959 remanentes, antes del anuncio, valorados entre 300 y 400 dólares para la compra de nuevos productos Ford para compensar la disminución de los valores. La empresa emitió créditos a los concesionarios por el stock no vendido o recibido, después del anuncio.

## Errores

### Errores técnicos
La lista de quejas técnicas hacia el Edsel era enorme. Daba muchos fallos el motor, el cual emitía bastante ruido, se calaba con frecuencia y liberaba bastante humo, entre otros problemas. También solían fallar la dirección motriz y las marchas. El Edsel, además, consumía demasiada gasolina y tenía una pésima potencia.
Esto se puede deber a la carencia de un control de calidad y de una confusión de las piezas del Edsel con las de otros coches Ford.

### Errores estéticos
El coche era conocido por su falta de estilo. La parte delantera, según críticos de la época, tenía forma de collar de caballo. Esto era objeto de muchas bromas.
También su nombre fue causa de su fracaso. Se le nombró Edsel (en homenaje al hijo de Henry Ford) tras numerosas propuestas ridículas. Algunas de ellas eran "Mangosta Civique", "tortuga utópica" y "pastelogram". Henry Ford II, hijo de Edsel Ford, alegó al 
saber el nombre que le pusieron al coche:

No quiero que el buen nombre de mi padre ronde en miles de tapacubos.

Más tarde, estudios de mercado revelaron que el nombre de Edsel sería comparado con el del tractor Edson. Y estudios de consumo revelaron que el nombre se comparó con comadreja (Weasel) y batería estropeada (Dead cell)

## En la cultura popular
El Edsel es muy codiciado actualmente por coleccionistas dada su fama de ser uno de los coches más feos existentes. Solo quedan 7.000 unidades del Edsel.
Empresas de prestigio como Pontiac o Alfa Romeo han utilizado las rejillas verticales del Edsel con bastante estilo. Además, algunos coches deportivos emplean los botones en el volante y el bloqueo de transmisión por ignición del Edsel. 
En el capítulo de Los Simpson "Oh Brother, Where Art Thou?", Homer Simpson diseña un coche que arruina a la empresa de su medio hermano. Este coche es, claramente, una mezcla entre el Edsel y el Tucker Torpedo.
En la canción "We Didn't Start The Fire" de Billy Joel hace referencia a que Edsel es a no-go.
En el libro de George R R Martin de 1974 "Una canción para Lya", el protagonista del relato La salida para San Breta es un Ford Edsel.